# Sauvo
Sauvo (szw. Sagu) – gmina w Finlandii, położona w południowo-zachodniej części kraju, należąca do regionu Varsinais-Suomi.